# Giuseppe Gracceva
Giuseppe Gracceva, detto Peppino (Roma, 13 febbraio 1906 – Roma, 27 settembre 1978), è stato un partigiano e politico italiano.
Esponente del Partito Socialista, comandò le Brigate Matteotti, operanti in Lazio, Umbria, Marche e Abruzzo durante la Resistenza italiana, con il nome di battaglia di "Maresciallo Rosso". Ebbe come diretti superiori Sandro Pertini e Giuliano Vassalli.

## Biografia

### Gli anni fra le due guerre mondiali
Giovanissimo, aderì Partito Comunista d'Italia di cui divenne attivo propagandista a Roma. Subì il primo arresto in piazza Esquilino il 23 maggio del 1925, insieme al compagno Giuseppe Alberghi, per attività "sovversiva": i due furono trovati in possesso di 3500 manifestini, stampati in clandestinità, su cui erano riportate frasi che invitavano alla rivolta contro il regime. Non venne tuttavia condannato per sopravvenuta amnistia. Accusato di complotto contro i poteri dello Stato, fu nuovamente arrestato nel 1937 e questa volta condannato a cinque anni di reclusione da scontare nel carcere di Civitavecchia.

### Il secondo conflitto mondiale
L'indulto chiesto dalla moglie Lucia permise a Gracceva di essere scarcerato nel 1940, seppure in libertà vigilata. Durante la prigionia aveva maturato una forte avversità alla politica staliniana delle grandi purghe e del patto Molotov-Ribbentrop; decise quindi di abbandonare il PCI e di entrare nel Partito Socialista. Nonostante il controllo dell'OVRA, ricostituì la rete antifascista di Roma che ruotava attorno al Partito Socialista. Dopo l'Armistizio di Cassibile dell'8 settembre 1943, impossessatosi con i compagni di un notevole quantitativo di armi, fu tra coloro che iniziarono immediatamente la lotta armata contro i nazifascisti. Dopo essere stato uno dei capi militari della resistenza contro gli invasori tedeschi a Porta San Paolo, divenne in breve lasso di tempo, con il nome di battaglia di "Maresciallo Rosso", il responsabile militare delle Brigate Matteotti, appena costituite, che operavano nel Lazio, Umbria, Marche e Abruzzo.
Dopo essersi recato a sud, nei dintorni di Benevento, per prendere contatto con la V Armata americana e venire addestrato per poter collaborare con l'OSS, nell'ottobre del 1943 tornò a Roma. All'epoca vi era piena collaborazione con gli Alleati, con i quali venne organizzato il continuo passaggio di partigiani, in un senso e nell'altro, della Linea Gotica che egli stesso si troverà talvolta ad attraversare. Fu in contatto con l'agente segreto americano Peter Tompkins, notissimo per i suoi saggi e per i numerosi interventi in conferenze e dibattiti in cui criticò aspramente il comportamento in chiave antidemocratica dell'OSS durante il periodo bellico e postbellico.
Gracceva collaborava anche con l'Avanti, il giornale del Partito socialista italiano di unità proletaria - Edizione Roma.

### Azioni partigiane a Roma
Agli inizi del 1944, Gracceva e Giuliano Vassalli, con l'aiuto di Alfredo Monaco, medico a Regina Coeli, misero a punto il piano d'azione che portò all'eclatante evasione dal carcere romano di Sandro Pertini e Giuseppe Saragat, attuata il 25 gennaio da un gruppo di partigiani coordinati dallo stesso Vassalli. Nel febbraio del 1944 organizzò con la sua squadra, guidata dai fratelli Cosimo e Edoardo Vurchio, una delle più importanti azioni della Resistenza romana: il minamento di un treno carico di munizioni che venne fatto esplodere all'interno della stazione di Roma Ostiense.

### Ferimento e cattura
Da tempo le SS tentavano di stroncare l'attività delle Brigate Matteotti e, in uno scontro a fuoco, il "Maresciallo Rosso", messo alle strette e con un polmone bucato da un proiettile, si lanciò dal secondo piano del palazzo in cui si era asserragliato e riuscì a fuggire, spezzandosi però un braccio nella caduta. Con l'aiuto del fratello fu portato in un luogo sicuro, predisposto dall'organizzazione partigiana per tali eventualità. Soccorso con i pochi mezzi disponibili, gli venne fortunosamente estratto il proiettile. Le SS però individuarono e accerchiarono il rifugio. A questo punto il "Maresciallo Rosso" cercò di convincere il medico Alfredo Monaco, che lo stava curando, e la moglie del dottore, Marcella, a ucciderlo per non essere catturato vivo con il rischio di fornire, sotto tortura, informazioni e nomi dei compagni.

### Carcere e torture
Entrambi i coniugi non se la sentirono di obbedire all'ordine del "Maresciallo Rosso" e, resistendo alle sue pur motivate richieste, lo trasportarono, passando sui tetti dei palazzi, in un altro rifugio provvisorio. Gli venne allora proposto il ricovero in una zona extraterritoriale, probabilmente il Vaticano, ma Giuseppe Gracceva rifiutò sdegnosamente e, seppur ferito, si preoccupò invece di proteggere i familiari e i compagni in pericolo. All'alba del giorno di Pasquetta gli uomini delle SS irruppero in casa sua e lo arrestarono, conducendolo poi nel carcere improvvisato di via Tasso dove i nazifascisti sottoponevano i prigionieri a tortura. Non curato e tenuto in completo isolamento per fiaccarne la resistenza psichica, gli fu proposto il ricovero in clinica in cambio dell'organigramma e del posizionamento sul territorio delle Brigate Matteotti. Gracceva rifiutò di tradire i compagni e per oltre un mese e mezzo venne torturato in interrogatori che superavano le 10 ore e che sono attestati dai documenti rinvenuti dopo la Liberazione.
Il capo partigiano ben sapeva infatti che la vita di molti compagni e la capacità militare delle Brigate Matteotti dipendevano in buona parte dal suo silenzio, soprattutto per quanto riguardava la dislocazione dei brigatisti in zona. Il coraggio dimostrato dal "Maresciallo Rosso" nel resistere alle torture era però assai pericoloso perché avrebbe potuto fornire un esempio da seguire agli altri carcerati. Anche per questo i suoi aguzzini decisero di eliminarlo, ma non riuscirono nell'intento perché la Liberazione di Roma giunse in tempo a impedire quell'ultimo crimine. L'eroismo e l'abnegazione di Gracceva sono ricordati negli scritti di altri detenuti di via Tasso e nelle testimonianze dei pochi sopravvissuti.

## Il secondo dopoguerra

### Membro della Consulta
Rifiutata la medaglia d'oro al valor militare, gli fu comunque conferita quella d'argento con la pensione d'invalidità per le torture subite. Venne poi eletto presidente dell'ANPI di Roma quando tale organizzazione si costituì nel 1947. A Gracceva e a un altro capo partigiano verrà affidato il compito, nell'immediato dopoguerra, di prendere provvedimenti per rendere immediatamente esecutivo l'esilio degli ex sovrani d'Italia, che faticavano a staccarsi dalle proprietà dello Stato Italiano e ponevano condizioni inaccettabili. Membro delegato dal Partito Socialista a far parte della Consulta Nazionale per la stesura e l'approvazione della "Carta della Costituzione Italiana", verrà insignito, come tutti gli altri componenti di quell'assemblea, di una medaglia per il lavoro svolto.

### Abbandono della politica attiva
Per le sue convinzioni sociopolitiche e la contrarietà ai compromessi e alle mediazioni "inaccettabili" (in primis i Patti Lateranensi), si allontanò sempre più dalla politica attiva. Conosciuto Enrico Mattei, accettò da lui la presidenza dell'Eni-Sud, per cui si trasferì con la famiglia a Salerno.
«Il giorno dopo la tragica morte di Mattei, Gracceva si dimette dall'Eni, intravedendo ombre poco rassicuranti dietro quell'incidente aereo».
A metà degli anni Settanta tornò a Roma dove morì nel 1978. Il presidente Pertini rese omaggio alle spoglie del "Maresciallo Rosso" partecipando personalmente alle esequie e facendo schierare i corazzieri come guardia d'onore. La sua salma riposa nel cimitero monumentale del Verano. Gli è stata dedicata una strada nel XV Municipio di Roma.